# Tratamento da perturbação bipolar
A ênfase do tratamento da perturbação bipolar está no manejo eficaz do curso de longo prazo da doença, que pode envolver o tratamento de sintomas emergentes. Os métodos de tratamento incluem técnicas farmacológicas e psicológicas.

## Princípios
O tratamento primário para a perturbação bipolar consiste em medicamentos chamados estabilizadores de humor, que são usados para prevenir ou controlar episódios de mania ou depressão. Medicamentos de várias classes têm atividade estabilizadora do humor. Muitos indivíduos podem precisar de uma combinação de medicamentos para atingir a remissão completa dos sintomas. Como não é impossível prever qual medicamento funcionará melhor para um determinado indivíduo, pode ser necessária alguma tentativa e erro para encontrar o melhor medicamento ou combinação para um paciente específico. A psicoterapia também desempenha um papel importante no tratamento da perturbação bipolar. O objetivo do tratamento não é curar o distúrbio, mas sim controlar os sintomas e o curso do distúrbio. De modo geral, o tratamento de manutenção da perturbação bipolar continua por muito tempo após o controlo dos sintomas ter sido alcançado.
Após a avaliação diagnóstica, o médico responsável pelo tratamento deve determinar a configuração ideal do tratamento para garantir a segurança do paciente. A avaliação do risco de suicídio é fundamental, pois a taxa de suicídio entre aqueles com perturbação bipolar pode chegar a 10-15%. A hospitalização deve ser considerada em pacientes cujo julgamento é significativamente prejudicado pela sua doença e aqueles que não responderam ao tratamento ambulatório; isso pode precisar ser feito de forma involuntária. O ambiente de tratamento deve ser reavaliado regularmente para garantir que é ideal para as necessidades do paciente.
| Tratamento                                   | Quantidade precisa para tratar uma recaída de depessão | Quantidade precisa para tratar uma recaída de mania | Eficácia na mania aguda | Eficácia na depressão aguda | Efeitos colaterais comuns | Efeitos colaterais sérios | Segurança na gravidez | Local de administração  |
| -------------------------------------------- | ------------------------------------------------------ | --------------------------------------------------- | ----------------------- | --------------------------- | --- | --- | --- | ----------------------- |
| Monoterapia de aripiprazol                   | 50                                                     | 6.2                                                 | ++                      | -                           | Ganho de peso, náuseas, vómitos, prisão de ventre, acatisia, tonturas, sintomas extrapiramidais, dores de cabeça, insónia, sensação de sedação, tremores, visão desfocada, ansiedade, inquietação, fatiga | Convulsões (0,1-0,3%), comportamento suicida, coágulos sanguíneos (<1%), agranulocitose, leucopenia (<1%), neutropenia (<1%), pancreatite (<0,1%), síndrome metabólica, síndrome neuroléptica maligna, discinesia tardia, angioedema (<1%), rabdomiólise | Categoria da gravidez: B3 (Au) C (US) | Oral, Intramuscular     |
| Aripiprazol adjunto a lítio/valproato        | 33.3                                                   | 10                                                  | ++                      | -                           | Como a de cima | Como a de cima | Como a de cima | Como a de cima          |
| Monoterapia de lamotrigina                   | 20.2                                                   | 50.4                                                | -                       | ++/+                        | Erupção cutânea, dor abdominal, indigestão, diarreia, náuseas, vómitos, astenia, ataxia, problemas de coordenação, tonturas, dor de cabeça, insónia, sensação de sedação, tremor, vertigens, visão turva, diplopia, ansiedade, depressão, dismenorreia, rinite, dor | Eritema multiforme (<0,1%), síndrome de Stevens-Johnson (0,08-0,8%), necrólise epidérmica tóxica (0,08-0,8%), anemia (<0,1%), coagulação intravascular disseminada, eosinofilia (<0,1%), trombocitopenia (< 0,1%), insuficiência hepática, síndrome de hipersensibilidade induzida por drogas, meningite asséptica | Categoria da gravidez: D (Au) C (US) Parece ter uma propensão menor do que a carbamazepina, o lítio e o valproato para causar defeitos congénitos, apesar de os poder causar                                                            | Membranas mucosas, oral |
| Monoterapia de lítio                         | 6.1                                                    | 4.4                                                 | ++                      | ++/+                        | Acne, hipotiroidismo, ganho de peso, gastrite, xerostomia, náuseas, leucositose, tremor fino, hiper-reflexia, tendão profundo, Nefrotoxicidade, poliúria, sinais potenciais de toxicidade, sede aumentada | Bradiarritmia (grave), síndrome de brugada, disfunção do nó sinusal, redução transitória na circulação periférica como um todo, eritema multiforme, ataxia, sinal potencial de toxicidade, coma, pseudotumor cerebral, aumento da pressão intracraniana e papiledema, convulsões, visão turva, sinal potencial de toxicidade, zumbido, sinal potencial de toxicidade, tonturas, sinal potencial de toxicidade, fibrose intersticial renal, angioedema | Categoria da gravidez: D (Au) D (US) Risco de causar a anomalia de Epstein, entre outros doenças congénitas no coração. | Oral                    |
| Monoterapia de olanzapina                    | 17.2                                                   | 4.4                                                 | +++                     | ++/+                        | Hipotensão ortostática, edema periférico (3% a 6%), hipercolesterolemia (até 24%), hiperglicemia (0,1% a 17,4%), aumento do apetite (3% a 24%), aumento do nível de prolactina (31,2% a 61,1%), triglicerídeos séricos aumentados (até 40%), Ganho de peso, prisão de ventre, xerostomia, acatisia, astenia, tonturas, sensação de sedação, tremores, perturbações de personalidade (8%), lesões acidentais (4% a 12%)                                                    | Morte cardíaca súbita, coma diabético com cetoacidose, cetoacidose diabética, estado hiperosmolar hiperglicémico, pancreatite hemorrágica aguda, tromboembolismo venoso, reação de hipersensibilidade imunológica, doença cerebrovascular, convulsões (0,9%), estado epiléptico, intenções suicida (0,1% a 1%) embolia pulmonar | Categoria da gravidez: C (Au) C (US) | Oral, intramuscular     |
| Olanzapina adjunta a lítio/valproato         | 6.2                                                    | 11.2                                                | +++                     | -                           | Como a de cima | Como a de cima | Como a de cima | Como a de cima          |
| Monoterapia de quetiapina                    | 3.3                                                    | 2.4                                                 | ++                      | +++                         | Hipertensão ortostática, taquicardia (0,5% a 7%), colesterol sérico aumentado (7% a 18%), triglicerídeos séricos aumentados (8% a 2%), ganho de peso (3% a 23%), dor abdominal, prisão de ventre, aumento de apetite, indigestão, vómitos, xerostomia, enzimas hepáticas aumentadas, dor nas costas, astenia, tonturas, sinais extrapiramidais, dor de cabeça, insónia, letargia, sedação, tremor, agitação (6% a 20%), congestão nasal, faringite (4% a 6%), fadiga, dor | Síncope (0,3% a 1%), cetoacidose diabética, pancreatite, agranulocitose, leucopenia, neutropenia (0,3%), anafilaxia, convulsões (0,05% a 0,5%), discinesia tardia (0,1% a menos de 5%), ideação suicida, priapismo, síndrome neuroléptica maligna (raro) | Categoria da gravidez: B3 (Au) C (US) | Oral                    |
| Quetiapina mais lítio/valproato              | 5.9                                                    | 7.1                                                 | +++/++                  | +++                         | Como a de cima | Como a de cima | Como a de cima | Como a de cima          |
| Risperidona                                  | 4                                                      | 36.4                                                | +++                     | -                           | Erupção cutânea, hiperprolactinemia, ganho de peso, prisão de ventre, diarreia, salivação excessiva, aumento do apetite, indigestão, náuseas, vómitos, dor abdominal superior, boca seca, efeitos colaterais extrapiramidais, tonturas, sensação de sedação, acatisia, visão turva, ansiedade, tosse, congestão nasal, nasofaringite, dor na garganta, infecção do trato respiratório superior, fadiga e dores generalizadas                                              | Intervalo QT prolongado, morte cardíaca súbita, síncope, cetoacidose diabética, hipotermia, pancreatite, agranulocitose, leucopenia, neutropenia, trombocitopenia, púrpura trombocitopénica trombótica, acidente vascular cerebral, convulsões, discinesia tardia, priapismo, embolia pulmonar, síndrome maligna neuroléptica | Categoria da gravidez: B3 (Au) C (US) | Oral, Intramuscular     |
| Risperidona mais tratamento, como de costume | 15.8                                                   | 7.9                                                 | +++                     | -                           | Como a de cima | Como a de cima | Como a de cima | Como a de cima          |
| Monoterapia de valproato                     | 10.5                                                   | 21.3                                                | ++/+                    | -                           | Dor abdominal, diarreia, indigestão, perda de apetite, náuseas, vómitos, astenia, tonturas, sensação de nervosismo, dor de cabeça, insónia, sensação de sedação, tremor, ambliopia, visão turva, diplopia, doenças infeciosas, gripe | Palpitações, taquicardia, hiperamonemia, pancreatite, trombocitopenia, insuficiência hepática, reação de hipersensibilidade imunológica, encefalopatia hiperamonêmica, surdez | Categoria da gravidez: D (Au) D (US) Tem a maior propensão de todos os anticonvulsivantes para causar defeitos de nascença. Cerca de 6-11% das crianças nascidas de mães que o usaram durante a gravidez nascem com doenças congénitas. | Oral                    |
| Ziprasidona e tratamento, como de costume    | 55.1                                                   | 14.1                                                | ++/+                    | -                           | Erupção cutânea, ganho de peso, prisão de ventre, diarreia, indigestão, náuseas, vómitos, xerostomia, acatisia, ansiedade, astenia, efeitos colaterais extrapiramidais, tonturas, dor de cabeça, sensação de sedação, visão anormal, infecção do trato respiratório | Intervalo QT prolongado, síncope, torsades de pointes, diabetes mellitus, hiperglicemia, hiperprolactinemia, disfagia, depressão da medula óssea, síndrome neuroléptica maligna, convulsões, discinesia tardia, priapismo | Categoria da gravidez: B3 (Au) C (US) | Oral, intramuscular     |

Legenda:
- efeito insignificante/muito baixo/clinicamente insignificante
+ efeito fraco
++ efeito moderado
+++ efeito forte

### Status regulatório dos estabilizadores de humor
| Medicamento   | Aprovado pela FDA para episódios maníacos/mistos agudos? | Aprovado pela FDA para a depressão bipolar?   | Aprovada pela FDA para manutenção da perturbação bipolar? | Aprovado pela TGA para episódios maníacos/mistos agudos? | Aprovado pela TGA para a depressão bipolar? | Aprovada pela TGA para manutenção da perturbação bipolar? | Aprovado pela MHRA para episódios maníacos/mistos agudos? | Aprovado pela MHRA para a depressão bipolar? | Aprovada pela MHRA para manutenção da perturbação bipolar? |
| ------------- | -------------------------------------------------------- | --------------------------------------------- | --------------------------------------------------------- | -------------------------------------------------------- | ------------------------------------------- | --------------------------------------------------------- | --------------------------------------------------------- | -------------------------------------------- | ---------------------------------------------------------- |
| Aripiprazol   | Sim                                                      | Não                                           | Sim (como um adjuvante)                                   | Não                                                      | Não                                         | Sim                                                       | Sim                                                       | Não                                          | Sim (para prevenção da mania)                              |
| Asenapina     | Sim                                                      | Não                                           | Não                                                       | Sim                                                      | Não                                         | Sim                                                       | Sim                                                       | Não                                          | Não                                                        |
| Carbamazepina | Sim                                                      | Não                                           | Não                                                       | Não                                                      | Não                                         | Sim                                                       | Não                                                       | Não                                          | Sim                                                        |
| Cariprazina   | Sim                                                      | Sim                                           | Não                                                       |                                                          |                                             |                                                           |                                                           |                                              |                                                            |
| Haloperidol   | Não                                                      | Não                                           | Não                                                       | Sim                                                      | Não                                         | Não                                                       | Não                                                       | Não                                          | Não                                                        |
| Lamotrigina   | Não                                                      | Não                                           | Sim                                                       | Não                                                      | Não                                         | Sim                                                       | Não                                                       | Não                                          | Sim (episódios depressivos)                                |
| Lítio         | Sim                                                      | Não                                           | Sim                                                       | Sim                                                      | Não                                         | Sim                                                       | Sim                                                       | Não                                          | Sim                                                        |
| Olanzapina    | Sim                                                      | Não (sim quando em conjunto com a fluoxetina) | Sim                                                       | Sim                                                      | Não                                         | Sim (como um adjuvante do valproato/lítio)                | Sim                                                       | Não                                          | Não                                                        |
| Quetiapina    | Sim                                                      | Sim                                           | Sim                                                       | Sim                                                      | Sim                                         | Sim                                                       | Sim                                                       | SIm                                          | Sim                                                        |
| Lurasidona    |                                                          | Sim                                           |                                                           |                                                          |                                             |                                                           |                                                           |                                              |                                                            |
| Risperidona   | Sim                                                      | Não                                           | Sim                                                       | Sim                                                      | Não                                         | Sim                                                       | Sim                                                       | Não                                          | Não                                                        |
| Valproato     | Sim                                                      | Não                                           | Não                                                       | Não                                                      | Não                                         | Sim                                                       | Sim                                                       | Não                                          | Sim                                                        |
| Ziprasidona   | Sim                                                      | Não                                           | Não (sim como adjuvante)                                  | Sim                                                      | Não                                         | Não                                                       | Não                                                       | Não                                          | Não                                                        |
| Zuclopentixol | Não                                                      | Não                                           | No                                                        | Sim                                                      | Não                                         | Não                                                       | Não                                                       | Não                                          | Não                                                        |

## Estabilizadores de humor

### Sais de lítio
Os sais de lítio têm sido usados há séculos como tratamento de primeira linha para a perturbação bipolar. Nos tempos antigos, os médicos mandavam os seus pacientes com doenças mentais beberem de "fontes alcalinas" como tratamento. Embora eles não soubessem disso, eles estavam prescrevendo lítio, que estava presente em alta concentração nas águas.  O efeito terapêutico dos sais de lítio parece ser inteiramente devido ao ião lítio, Li +..
O seu mecanismo de ação exato é incerto, embora existam várias possibilidades, como inibição da inositol monofosfatase, modulação de proteínas G ou regulação da expressão génica por fatores de crescimento e plasticidade neuronal. Existem fortes evidências da sua eficácia no tratamento agudo e na prevenção da recorrência da mania. Também pode ser eficaz na depressão bipolar, embora as evidências não sejam tão fortes. Também é eficaz na redução do risco de suicídio em pacientes com perturbações de humor.
Os potenciais efeitos colaterais do lítio incluem distúrbios gastrointestinais, tremor, sedação, sede excessiva, micção frequente, problemas cognitivos , coordenação motora prejudicada, queda de cabelo e acne. Níveis excessivos de lítio podem ser prejudiciais aos rins e aumentar o risco de efeitos colaterais em geral. Como resultado, a função renal e os níveis sanguíneos de lítio são monitorados em pacientes tratados com este medicamento. Os níveis plasmáticos terapêuticos de lítio variam os 0,5 aos 1,5 mEq/L, com níveis de 0,8 ou mais sendo desejáveis na mania aguda.
Os níveis de lítio devem estar acima de 0,6 mEq/L para reduzir os episódios maníacos e depressivos nos pacientes.
O monitoramento é geralmente mais frequente quando o lítio está sendo iniciado e a frequência pode ser diminuída assim que o paciente estiver estabilizado com uma determinada dose. As hormonas da tiroide também devem ser monitoradas periodicamente, pois o lítio pode aumentar o risco de hipotireoidismo.

### Anticonvulsivantes
Uma série de medicamentos anticonvulsivantes são usados como estabilizadores de humor, e o mecanismo suspeito está relacionado à teoria de que a mania possa "acender" mais mania, semelhante ao modelo kindling das convulsões.. O ácido valpróico, ou valproato, foi um dos primeiros anticonvulsivantes testados para uso na perturbação bipolar. Ele provou ser eficaz no tratamento da mania aguda. A prevenção da mania e os efeitos antidepressivos do ácido valpróico não foram bem demonstrados. O ácido valpróico é menos eficaz do que o lítio na prevenção e tratamento de episódios depressivos.
A carbamazepina foi o primeiro anticonvulsivante que demonstrou ser eficaz no tratamento da mania bipolar. Não foi extensivamente estudada na depressão bipolar.. Geralmente é considerada um agente de segunda linha devido aos seus efeitos colaterais. A lamotrigina é considerada um agente de primeira linha para o tratamento da depressão bipolar. É eficaz na prevenção da recorrência da mania e da depressão, apesar de não se ter mostrado útil no tratamento da mania aguda.
A zonisamida (nome comercial Zonegran), outro anticonvulsivante, também pode mostrar-se promissor no tratamento da depressão bipolar. Vários outros anticonvulsivantes foram testados na perturbação bipolar, mas há poucas evidências da sua eficácia.. Outros anticonvulsivantes eficazes nalguns casos e sendo estudados mais detalhadamente incluem a fenitoína, a levetiracetam, a pregabalina e a valnoctamida.
Cada agente anticonvulsivante tem um perfil de efeitos colaterais únicos. O ácido valpróico pode frequentemente causar sedação ou distúrbios gastrointestinais, que podem ser minimizados administrando-se o medicamento divalproico, que está disponível em comprimido com revestimento entérico.. Esses efeitos colaterais tendem a desaparecer com o tempo. De acordo com estudos conduzidos na Finlândia em pacientes com epilepsia, o valproato pode aumentar os níveis de testosterona em adolescentes e produzir a síndrome dos ovários policísticos em mulheres que começaram a tomar a medicação antes dos 20 anos. O aumento da testosterona pode levar à síndrome dos ovários policísticos com menstruação irregular ou ausente, obesidade e crescimento anormal do cabelo. Portanto, pacientes jovens do sexo feminino tomando valproato devem ser monitoradas cuidadosamente por um médico. Níveis excessivos de valproato podem levar ao comprometimento da função hepática, das enzimas hepáticas e do nível sérico de valproato, com uma meta de 50-125 µg/L, devendo ser monitorado periodicamente.
Os efeitos colaterais da carbamazepina incluem visão turva, visão dupla, ataxia, ganho de peso, náusea e fadiga, bem como alguns efeitos colaterais raros, mas graves, como discrasias sanguíneas, pancreatite, dermatite esfoliativa e insuficiência hepática. Recomenda-se o monitoramento das enzimas hepáticas, plaquetas e contagens de células sanguíneas.
A lamotrigina geralmente tem efeitos colaterais mínimos, mas a dose deve ser aumentada lentamente para evitar erupções, incluindo a dermatite esfoliativa..

### Medicamentos antipsicóticos atípicos
Os antipsicóticos funcionam melhor na fase maníaca da perturbação bipolar. Antipsicóticos de segunda geração ou atípicos (incluindo aripiprazol, olanzapina, quetiapina, paliperidona, risperidona e ziprasidona ) surgiram como estabilizadores de humor eficazes.. A evidência para isso é bastante recente, pois em 2003 a American Psychiatric Press observou que os antipsicóticos atípicos deveriam ser usados como adjuvantes de outras drogas anti-maníacas pois as suas propriedades estabilizadoras do humor não estavam bem estabelecidas. O mecanismo não é bem conhecido, mas pode estar relacionado a efeitos na atividade do glutamato. Vários estudos mostraram que os antipsicóticos atípicos são eficazes tanto como agente único quanto como tratamentos adjuvantes. A eficácia do antidepressivo varia, o que pode estar relacionado a diferentes perfis de ligação aos receptores serotonérgicos e dopaminérgicos. A quetiapina e a combinação de olanzapina com fluoxetina demonstraram eficácia na depressão bipolar.
À luz de evidências recentes, a olanzapina (Zyprexa) foi aprovada pela FDA como uma monoterapia eficaz para a manutenção da perturbação bipolar. Um ensaio clínico de controle randomizado frente a frente em 2005 também mostrou que a monoterapia com olanzapina é tão eficaz e segura quanto o lítio na profilaxia.
Os antipsicóticos atípicos diferem um pouco nos perfis de efeitos colaterais, mas a maioria apresenta algum risco de sedação, ganho de peso e sintomas extrapiramidais (incluindo tremor, rigidez e inquietação).. Eles também podem aumentar o risco de síndrome metabólica, portanto, o monitoramento metabólico deve ser realizado regularmente, incluindo verificações de colesterol sérico, triglicerídeos e glicose, peso, pressão arterial e circunferência da cintura. Tomar antipsicóticos por longos períodos ou em altas doses também pode causar discinesia tardia - um distúrbio neurológico às vezes incurável, resultando em movimentos involuntários e repetitivos do corpo. O risco de discinesia tardia parece ser menor nos antipsicóticos de segunda geração do que nos antipsicóticos de primeira geração, mas, como ocorre com os medicamentos de primeira geração, aumenta com o tempo gasto com medicamentos e em pacientes mais velhos.

### Novos tratamentos
Vários outros agentes foram testados para a perturbação bipolar, incluindo benzodiazepínicos, bloqueadores dos canais de cálcio, L-metilfolato e hormonas tireoidianas. O Modafinil (Provigil) e o Pramipexol (Mirapex) foram sugeridos para o tratamento da disfunção cognitiva associada à depressão bipolar, mas as evidências que apoiam o seu uso são bastante limitadas. Além disso, o riluzol, um medicamento glutamatérgico usado na ELA, foi estudado como um tratamento adjuvante ou monoterapêutico na depressão bipolar, com resultados mistos e inconsistentes. O medicamento modulador seletivo do receptor de estrogénio, tamoxifeno, demonstrou eficácia rápida e robusta no tratamento da mania aguda em pacientes bipolares. Essa ação provavelmente não se deve às propriedades moduladoras do estrogénio do tamoxifeno, mas sim à sua ação secundária como inibidor da proteína quinase C.

### Efeitos cognitivos dos estabilizadores de humor
Pacientes bipolares que tomam antipsicóticos têm pontuações mais baixas em testes de memória e QI de escala total do que pacientes que tomam outros estabilizadores de humor. O uso de antipsicóticos típicos e atípicos está associado ao risco de comprometimento cognitivo, sendo o risco maior para os antipsicóticos com efeitos mais sedativos.
Entre os pacientes bipolares que tomam anticonvulsivantes, aqueles que tomam lamotrigina apresentam melhor perfil cognitivo do que aqueles que tomam carbamazepina, valproato, topiramato e zonisamida.
Embora a diminuição da memória verbal e da velocidade psicomotora sejam efeitos colaterais comuns do uso de lítio, esses efeitos colaterais geralmente desaparecem após a descontinuação do lítio. O lítio pode ser protetor da função cognitiva a longo prazo, pois promove a neurogénese no hipocampo e aumenta o volume da massa cinzenta no córtex pré-frontal.

## Antidepressivos
Os antidepressivos só devem ser usados com cautela na perturbação bipolar, pois podem não ser eficazes e podem até induzir mania. Eles não devem ser usados sozinhos, mas podem ser considerados como adjuvantes do lítio.
Um estudo recente a grande escala descobriu que a depressão grave em pacientes com perturbação bipolar não responde melhor a uma combinação de medicamentos antidepressivos e estabilizadores de humor do que apenas aos estabilizadores de humor, e que o uso de antidepressivos não acelera o surgimento de sintomas maníacos em pacientes com perturbação bipolar.
O uso concomitante de um antidepressivo e um estabilizador de humor, ao invés de monoterapia com um estabilizador de humor, pode diminuir o risco de novos episódios depressivos bipolares em pacientes cujo episódio depressivo mais recente foi resolvido. No entanto, alguns estudos também descobriram que os antidepressivos apresentam um risco de induzir hipomania ou mania, às vezes em indivíduos sem historial anterior de mania. A erva-de-são-joão, embora seja um composto de ocorrência natural, acredita-se que funcione de maneira semelhante aos antidepressivos sintéticos e, portanto, sem surpresa, relata-se poder induzir mania. Por essas razões, alguns psiquiatras hesitam em prescrever antidepressivos para o tratamento da perturbação bipolar, a menos que os estabilizadores de humor não tenham surtido efeito. No entanto, outros acham que os antidepressivos ainda têm um papel importante a desempenhar no tratamento desta perturbação.
Os efeitos colaterais variam muito entre as diferentes classes de antidepressivos.
Os antidepressivos são úteis na prevenção do suicídio em pessoas que sofrem de perturbação bipolar quando entram na fase depressiva.

## Antagonistas do receptor NMDA
Num estudo de prova de conceito duplo-cego, controlado por placebo, os pesquisadores administraram um antagonista do receptor de N-metil-d-aspartato (cetamina) a 18 pacientes já em tratamento com lítio (10 pacientes) ou valproato (8 pacientes) para a depressão bipolar. A partir de 40 minutos após a injeção intravenosa de cloridrato de cetamina (0,5 mg / kg), os pesquisadores observaram melhorias significativas nos sintomas depressivos, medidos por ferramentas padrão, que foram mantidas por até 3 dias, um efeito não observado em indivíduos que receberam o placebo. Cinco sujeitos desistiram do estudo da cetamina; destes, quatro estavam em uso de valproato e um em tratamento com lítio. Um paciente mostrou sinais de hipomania após a administração de cetamina e dois experienciaram mau humor. Este estudo demonstra um efeito antidepressivo de início rápido da cetamina num pequeno grupo de pacientes com depressão bipolar. Os autores reconheceram as limitações do estudo, incluindo os distúrbios dissociativos em pacientes que receberam cetamina que poderiam ter comprometido o cegamento do estudo, e enfatizaram a necessidade de pesquisas adicionais.
Um estudo duplo-cego controlado por placebo mais recente pelo mesmo grupo descobriu que o tratamento com cetamina resultou num alívio igualmente rápido da ideação suicida em 15 pacientes com depressão bipolar.
A cetamina é usada como um anestésico dissociativo e é uma substância da Classe C no Reino Unido; como tal, só deve ser usado sob a orientação de um profissional da saúde.

## Agonistas dopaminérgicos
Num único estudo controlado de vinte e um pacientes, o receptor D3 da dopamina agonista de pramipexol verificou ser altamente eficaz no tratamento da depressão bipolar. O tratamento foi iniciado em 0,125 mg tid e aumentou a uma taxa de 0,125 mg tid até um limite de 4,5 mg qd até que o estado do paciente respondesse satisfatoriamente ao medicamento ou eles não suportassem os efeitos colaterais. A dosagem média final foi de 1,7 mg ± 0,90 mg qd. A incidência de hipomania no grupo de tratamento não foi maior do que no grupo de controle.

## Psicoterapia
Certos tipos de psicoterapia, usadas em combinação com medicamentos, podem fornecer algum benefício no tratamento de perturbações bipolares. A psicoeducação demonstrou ser eficaz em melhorar a adesão dos pacientes ao tratamento com lítio. A evidência da eficácia da terapia familiar não é adequada para apoiar a recomendação irrestrita do seu uso. Há um "apoio justo" para a utilidade da terapia cognitiva. As evidências da eficácia de outras psicoterapias estão ausentes ou são fracas, frequentemente não sendo realizadas em condições randomizadas e controladas. Estudos bem planejados descobriram que a terapia de ritmo interpessoal e social é eficaz.
Embora a medicação e a psicoterapia não possam curar a doença, a terapia muitas vezes pode ser valiosa para ajudar a tratar os efeitos dos episódios maníacos ou depressivos perturbadores que prejudicaram a carreira, os relacionamentos ou a auto-estima de um paciente. A terapia está disponível não apenas com psiquiatras, mas também com assistentes sociais, psicólogos e outros conselheiros licenciados.

## Terapia junguiana
Autores junguianos compararam a mania e a depressão da perturbação bipolar aos arquétipos junguianos "puer" e "senex". O arquétipo do puer é definido pelos comportamentos de espontaneidade, impulsividade, entusiasmo ou mania e é simbolizado por personagens como Peter Pan ou o deus grego Hermes. O arquétipo senex é definido por comportamentos de ordem, pensamento sistemático, cautela e depressão e é simbolizado por personagens como o deus romano Saturno ou o deus grego Cronos. Os junguianos conceituam o puer e o senex como uma bipolaridade coexistente que aparece no comportamento e na imaginação do ser humano, mas nas manifestações neuróticas aparece como oscilações extremas e como manifestações unipolares. No caso da bipolaridade puer-senex dividida, a tarefa terapêutica é trazer o puer e o senex de volta à correlação, trabalhando com as imagens mentais do paciente."

## Mudanças no estilo de vida

### Sono suficiente
Se o sono for perturbado, os sintomas podem ocorrer. A interrupção do sono pode realmente agravar o estado da doença mental. Aqueles que não dormem o suficiente à noite, dormem tarde e acordam tarde ou vão dormir com algum distúrbio (por exemplo, música ou dispositivos de carregamento) têm maior chance de sofrer os sintomas e, além disso, depressão. É altamente recomendável dormir bem, o suficiente e não tarde demais.

### Autogestão e autoconsciência
Compreender os sintomas, quando eles ocorrem e as maneiras de controlá-los com medicamentos apropriados e psicoterapia, deu a muitas pessoas com diagnóstico de perturbação bipolar uma chance de uma vida melhor. Foi demonstrado que a deteção de sintomas de pródromo é usada de maneira eficaz para antecipar o início de episódios maníacos e requer alto grau de compreensão da doença. Como a compensação dos sintomas costuma ser gradual, reconhecer até mesmo mudanças sutis de humor e níveis de atividade é importante para evitar uma recaída. Manter um gráfico de humor é um método específico usado por pacientes e médicos para identificar o humor, o ambiente e os gatilhos de atividade.

### Redução do stress
Muita complexidade, demandas conflitantes, entre outros, podem causar stress. Existem também tensões que vêm da ausência de elementos como contato humano, uma sensação de realização, saídas criativas construtivas e ocasiões ou circunstâncias que irão naturalmente provocar emoções positivas. A redução do stress envolverá reduzir as coisas que causam ansiedade e aumentar aquelas que geram felicidade. Não basta apenas reduzir a ansiedade.

### Perturbação por uso de substância comórbida
As perturbações por uso indevido de substâncias concomitantes, que são extremamente comuns em pacientes bipolares, podem causar uma piora significativa da sintomatologia bipolar e podem causar o surgimento de sintomas afetivos. As opções de tratamento e recomendações para perturbações por uso de substâncias são amplas, mas podem incluir certas opções de tratamento farmacológico e não farmacológico.

## Outros tratamentos

### Ácidos graxos omega-3
Os ácidos graxos ômega-3 também podem ser usados como um tratamento para a perturbação bipolar, particularmente como um suplemento para medicamentos. Um ensaio clínico inicial de Stoll et al. produziu resultados positivos. No entanto, desde 1999, as tentativas de confirmar este achado de efeitos benéficos dos ácidos graxos ômega-3 em vários ensaios clínicos duplo-cegos maiores produziram resultados inconclusivos. Foi hipotetizado que o ingrediente terapêutico nas preparações do ácido graxo ômega-3 é o ácido eicosapentaenóico (EPA) e que os suplementos devem ser ricos nesse composto para serem benéficos. Uma revisão sitemática da Cochrane de 2008 encontrou evidências limitadas para apoiar o uso de ácidos graxos ômega-3 para melhorar a depressão, mas não a mania como um tratamento auxiliar para a perturbação bipolar.
Os ácidos graxos ômega-3 podem ser encontrados em peixes, óleos de peixe, algas e, em menor grau, noutros alimentos, como sementes de linhaça, óleo de linhaça e nozes. Embora os benefícios dos ácidos graxos ômega-3 permaneçam debatidos, eles estão disponíveis em farmácias e supermercados, são relativamente baratos e têm poucos efeitos colaterais conhecidos. (Todos esses óleos, no entanto, têm a capacidade de piorar DRGE - as fontes de alimentos podem ser uma boa alternativa em tais casos). 

### Exercício
Exercício físico também demonstrou efeitos antidepressivos.

### Terapia eletroconvulsiva
A eletroconvulsoterapia (ECT) pode ter alguma eficácia em estados d Também pode ser útil no tratamento da mania grave que não responde a medicamentos.
Os efeitos colaterais mais frequentes da ECT incluem comprometimento da memória, dores de cabeça e musculares. Em alguns casos, a ECT pode produzir comprometimento cognitivo significativo e duradouro, incluindo amnésia anterógrada e amnésia retrógrada.

### Dieta cetogénica
Como muitos dos medicamentos eficazes no tratamento da epilepsia também são eficazes como estabilizadores do humor, foi sugerido que a dieta cetogénica - usada no tratamento da epilepsia pediátrica - possa ter efeitos estabilizadores do humor.  As dietas cetogénicas são dietas ricas em gordura e pobres em carboidratos, e forçam o corpo a usar gordura como energia ao invés de açúcares de carboidratos. Isso causa uma resposta metabólica semelhante à observada no corpo durante o jejum. Essa ideia não foi testada por pesquisas clínicas e, até recentemente, era inteiramente hipotética. Recentemente, no entanto, dois estudos de caso foram descritos em que dietas cetogénicas foram usadas para tratar a perturbação bipolar II. Em cada caso, os pacientes descobriram que a dieta cetogénica foi mais eficaz no tratamento do seu distúrbio do que a medicação e foram capazes de interromper o uso desta. A chave para a eficácia parece ser a cetose, que pode ser alcançada com uma dieta cetogénica clássica com alto teor de gordura ou com uma dieta pobre em carboidratos semelhante à fase de indução da Dieta Atkins. O mecanismo de ação não é bem compreendido. Não está claro se os benefícios da dieta produzem uma melhora duradoura nos sintomas (como às vezes é o caso no tratamento da epilepsia) ou se a dieta precisaria ser continuada indefinidamente para manter a remissão dos sintomas.

### O papel dos canabinóides
A intoxicação aguda por cannabis produz transitoriamente distorções perceptivas, sintomas psicóticos e redução nas habilidades cognitivas em pessoas saudáveis e com perturbações mentais graves, podendo prejudicar a capacidade de operar um veículo motorizado com segurança.
O uso de cannabis é comum na perturbação bipolar; e é um fator de risco para um curso mais grave da doença, aumentando a frequência e a duração dos episódios. Também é relatado reduzir a idade de início dos sintomas.

### Medicina alternativa
Vários estudos sugeriram que os ácidos graxos ômega-3 possam ter efeitos benéficos sobre os sintomas depressivos, mas não os sintomas maníacos. No entanto, apenas alguns pequenos estudos de qualidade variável foram publicados e não há evidências suficientes para tirar conclusões firmes.